# Trochosa arctosina
Trochosa arctosina este o specie de păianjeni din genul Trochosa, familia Lycosidae, descrisă de Caporiacco, 1947. Conform Catalogue of Life specia Trochosa arctosina nu are subspecii cunoscute.